# Sara Stridsberg
Sara Stridsberg (født 1972) er en svensk forfatter, der i 2007 modtog Nordisk Råds litteraturpris for sin roman Drömfakulteten.

## Ekstern henvisning
- Sara Stridsberg på www.norden.org Arkiveret 9. august 2007 hos  Wayback Machine
- Sara Stridsberg på Forfatterweb.dk